# 15 William
15 William, anteriormente conocida como William Beaver House, es una casa de 47 pisos y             159.41 m de altura edificio de apartamentos en condominio en 15 William Street en el Distrito Financiero de Manhattan, en Nueva York (Estados Unidos). Se inauguró en 2008, momento en el que era el único desarrollo residencial desde cero en el distrito financiero.
15 William fue diseñado por las firmas neoyorquinas Tsao & McKown, Ismael Leyva Architects y SLCE Architects, con interiores y espacios públicos diseñados por SPAN Architecture y Allied Works Architecture. Fue desarrollado por SDS Investments, Sapir Organization, André Balazs Properties y CIM Group.

## Sitio
15 William está ubicado en el distrito financiero de Manhattan, en la esquina noroeste de  William Street y Beaver Street. El bloque en el que se encuentra el edificio está delimitado por Broad Street al oeste, Exchange Place al norte, William Street al este y Beaver Street al sur. El sitio en las calles William y Beaver fue ocupado históricamente por Corn Exchange Bank a principios del siglo XX, y más tarde por un edificio de oficinas de 20 pisos, aunque el lote estaba vacío en la década de 1990.

## Diseño
15 William, inicialmente conocida como William Beaver House, fue diseñada por Tsao & McKown, Ismael Leyva Architects y SLCE Architects. El interior fue diseñado por SPAN Architecture y Allied Works Architecture. El edificio fue desarrollado conjuntamente por SDS Procida Development Group y André Balazs. Mide 159.41 m de altura, con 47 pisos, e incluye 320 unidades residenciales y dos locales comerciales. Tiene un área total de 34 450 m².

### Fachada
El exterior es de ladrillo con paneles de ladrillo dorado y gris oscuro entre las ventanas. Las cizallas, los escalones y otros componentes de la fachada del edificio se incorporaron al diseño para brindar a los apartamentos la mayor cantidad de luz y vistas en una parte de la ciudad que está densamente construida. Su apariencia general le ha valido el apodo de "El edificio de las notas Post-It".

### Características
Según dos de los arquitectos principales del proyecto, Calvin Tsao y Zack Mckown, el condominio fue diseñado como un "pueblo integrado verticalmente" y un "lugar autosuficiente para vivir".
Los interiores tienen espacios de estar abiertos y baños con duchas de lluvia separadas y bañeras profundas de gran tamaño. Los dormitorios y los baños son en suite con puertas de persianas.
La propiedad incluye un gimnasio con terraza al aire libre y jardín de hierbas, cancha de squash, estudio de yoga, gimnasio de boxeo, piscina cubierta de agua salada, jacuzzi de agua salada al aire libre, sauna, baño de vapor, sala de juegos para niños cubierta y un parque infantil al aire libre diseñado por Jean -Gabriel Neukomm de SPAN Architecture que incluye una pared revestida de pizarra para que los niños la usen como pizarra. El edificio también tiene un parque para perros cubierto, una terraza en la azotea ajardinada, un salón en la azotea con cocina de catering y vistas de Manhattan y el puerto de Nueva York, espacio para eventos, sala de cine, una cancha de baloncesto al aire libre y una biblioteca para residentes. Los residentes también tienen la opción de alquilar contenedores de almacenamiento privados en el sótano.
La planta baja del edificio incluye espacio comercial con una tienda de delicatessen y un estacionamiento subterráneo.

## Historia
Los planes se presentaron ante el Departamento de Edificios de la Ciudad de Nueva York en 2004 y se anunciaron al público en mayo de 2006; las ventas se lanzaron más tarde ese año. En 2007, los tres penthouses del edificio se vendieron por precios que oscilaban entre 4,7 y 5 millones de dólares, el precio más alto por pie cuadrado jamás pagado en el Distrito Financiero en ese momento. El trabajo se completó en 2008.

## Recepción
En septiembre de 2016, Interior Design clasificó a William en el puesto 15 como uno de los "5 edificios residenciales envidiables de Nueva York". El edificio fue clasificado como uno de los "50 mejores condominios y cooperativas de lujo en Manhattan" por Manhattan Scout. New York Family incluyó a 15 William en su lista de los edificios más aptos para familias en la ciudad de Nueva York. La AIA Guide to New York City calificó el edificio como "atrevido en medio de los cañones monocromáticos del distrito financiero". En 2015, 15 William apareció en una serie de artículos en la revista Domino donde los diseñadores redecoraron varios apartamentos en todo el edificio.